# 3347 Konstantin
3347 Konstantin è un asteroide della fascia principale. Scoperto nel 1975, presenta un'orbita caratterizzata da un semiasse maggiore pari a 3,1269293 UA e da un'eccentricità di 0,0991337, inclinata di 4,76112° rispetto all'eclittica.
L'asteroide è dedicato al progettista di aerei sovietico Konstantin Alekseevič Kalinin.